# Zbinohy
Zbinohy (en allemand : Winau) est une commune (městys) du district de Jihlava, dans la région de Vysočina, en Tchéquie. Sa population s'élevait à 117 habitants en 2024.

## Géographie
Zbinohy se trouve à 13 km au nord-ouest de Jihlava et à 100 km au sud-est de Prague.
La commune est limitée par Skorkov au nord, par Úsobí, Štoky et Smrčná à l'est, et par Větrný Jeníkov à l'ouest.

## Histoire
La première mention écrite de la localité date de 1437.